# Robby Ray Stewart
Robert "Robby" Ray Stewart es uno de los principales personajes de la serie de Disney Channel Hannah Montana. Es interpretado por el actor Billy Ray Cyrus.

## Descripción
Es un cantante que fue famoso una vez, pero dejó su carrera para cuidar a sus hijos y, más tarde, se convirtió en el representante de Hannah Montana. Tiene unos 40 años. Le gusta hacer que sus hijos aprendan de sus errores, y no le deja a Miley tener un novio que sea mayor de edad. Tiene un hermano gemelo llamado Bobbie Ray Stewart

## Historia
Estuvo saliendo con una mujer, y Miley se molestó porque no le dijo nada. En el episodio "Otra vez en la carretera", Maddie Fitzpatrick le reconoce como cantante en el Tipton y dice que su madre adoraba sus canciones. Provoca que Miley le pida a Robbie que haga una gira más. Mientras tanto, ella y Jackson estuvieron al cuidado de la guardaespaldas de Hannah, Roxy. Echando de menos a su padre, fue a un espectáculo donde él estaba cantando para decírselo. Robbie dejó la gira y volvió a casa con sus hijos.

## Relaciones
Miley Stewart: Es la hija de Robbie Ray (en la vida real como en la serie). Robbie Ray sabe su secreto. Pero no le deja tener novio hasta que sea mayor de edad. Interpretada por Miley Cyrus.
Jackson Stewart: Es el hijo mayor de Robbie Ray y hermano mayor de Miley. Jackson hace todo lo posible bien para no tener problemas con su padre. Interpretado por Jason Earles.
Susan Stewart: Es la esposa de Robbie Ray y madre de Miley y Jackson, cuando ella murió, Robby estuvo saliendo con otra mujer y Miley le compuso una canción a su madre.
Lori: Es la novia de Robbie Ray a partir de la temporada 4. Comenzaron a salir cuando Miley trataba de conseguirle una novia para no estar solo cuando Jackson y Miley se fueran a la universidad.

## Voces Oficiales
- Juan Amador Pulido: España
- Mario Castañeda: América Latina

- Datos: Q1362487